# Louise Antonini
Pour les articles homonymes, voir Antonini.
Louise Antonini est une femme corsaire française née à Ajaccio le 30 mai 1771 et morte à Nantes le 26 juin 1861. Elle s’engage dans l’armée, sous le Consulat et l'Empire dans la Marine française et s’y distingue au grade de sergent,. Elle a passé trente années de sa vie sur les océans en se faisant passer pour un homme.

## Biographie
Née en Corse d'un père ancien officier de Pascal Paoli, elle est orpheline à 10 ans. Elle est la fille de Pierre-Jean Antonini et Louise Le Boucle, celle ci est décédée quand Louise était très jeune.
À l'âge de 10 ans, Louise quitte la Corse avec son père pour l'Angleterre, qui est un partisan de la liberté corse et souhaite rejoindre Paoli exilé là-bas. Son père décède pendant le voyage, elle se costume en garçon et mendie pour rejoindre le port de Lorient où elle a de la famille.
En effet, sa mère y est née et est accueillie par la branche maternelle de sa famille. Elle y passera 9 ans sans que l'on connaisse plus de détail de son enfance.

### Faits militaires
Sous le nom de Louis Antonini, elle parviendra à se faire passer pour un homme pour s'engager sur divers navires. Elle embarque le 23 mai 1790 sur le brick, un voilier à 2 mats, Revancheappareillé à Lorient. Il va faire voile vers Madagascar. Elle participe à plusieurs batailles, mais le bateau fait naufrage. Elle revient à Lorient sur La Bienvenue.
Elle embarque en 1791 sur la frégate Le Cornélie, un trois mat construit et armé à Nantes, aux mains du Capitaine Berneval, qui s'apprête à rejoindre les Antilles. Elle s'inscrit sous le nom de Louis Antonini.
Elle va participer à des combats avec les navires anglais qui convoitent les ressources en sucre de l'île de la Guadeloupe. En 1794, elle arrive à Cap François où les esclaves des plantations de sucre se révoltent depuis plusieurs années pour obtenir des droits depuis qu'ils ont entendus parler de la Déclaration des droits de l'Homme et du citoyen. La République française va abolir l'esclavage et les corsaires français s'allient aux insurgés noirs afin de protéger les îles de la marine anglaise qui menace de coloniser les îles pour le compte des propriétaires français de plantation de sucre. Louise Antonini va être missionnée pour entrer en contact avec des milices noires pour échanger des armes contre des vivres afin de soutenir l'émancipation des populations noires.
Le Cornélie repart à nouveau pour une course le 9 Fructidor An V ( ce qui correspond au 26 Août 1797) et va subir une attaque anglaise en revenant de Saint Domingue, avec Louise Antonini à son bord. Un feu se déclare sur le pont à cause des coups de canon anglais. Et le capitaine anglais Lord Amelius Beauclerck rapproche sa frégate, mais au lieu de les secourir, il va achever et faire couler Le Cornélie à bout portant faisant 63 morts. Il est 9h du soir, la mer est très forte, Louise est au milieu des débris. Blessée, elle est transférée et est incarcérée sur un ponton flottant à Plymouth pendant 18 mois. 16 compagnons vont être repêchés dans la mer et emprisonnés à bord du navire anglais avec elle.
Les conditions de détentions sont réputées être odieuses. C'est le corsaire et peintre Ambroise Louis Garneray qui dépeint ses 9 années de captivité dans ses mémoires et ses divers articles. Il explique notamment qu'à son arrivée on lui a arraché les vêtements et jeté un seau d'eau glacé pour le laver.L'identité de Louise aurait pu être dévoilée si ça avait été son cas également. Et, en tant que femme elle aurait été emprisonnée à terre ou bien libérée et renvoyée dans son pays. Or, elle décide de subir le même sort que ses compatriotes, ce qui démontre son courage et sa volonté de faire ce métier quel qu'en soit les conséquences.
Après 18 mois de détention, elle fera partie des 2000 marins français échangés avec des détenus anglais. Après sa libération, elle est de retour en France, elle touche 2 mois de solde à titre de secours. Elle a le droit à une solde d'activité entière, mais pour cela on lui impose une inspection médicale, au cours de laquelle on découvre qu'elle est une femme.
Louise Antonini quitte la marine pour rejoindre l'armée, au sein de laquelle elle devient caporal puis atteindra le grade de sergent dans le 70e régiment d'infanterie. Cependant, gravement blessée à la tête lors de la bataille de Roliça en 1808, elle est forcée d'abandonner l'armée à cause de son sexe découvert par le chirurgien,.
Elle reprend donc son identité de femme et la suite de son existence sera précaire. Elle travaille pendant quelques années dans une briqueterie de Brest, puis est déclarée comme domestique pour le capitaine Le Guen avec qui elle a navigué auparavant. Il est veuf et a 5 enfants. Elle se comporte comme une mère adoptive pour eux, sacrifiant ses gages pour eux.

Ce qui force l'admiration de son ancien colonel, qui la recommande à la bienveillance du général commandant la 13e division militaire dans une de ses lettres :
« Mon Général,
La demoiselle Louise Antonini, fille d’un ancien officier supérieur de la Corse, qui elle-même a servi, comme marin, sur les vaisseaux de l’État, puis comme soldat, caporal et sergent, dans le 70e de ligne (que j’ai commandé momentanément à l’armée de Portugal), a été libérée du service par suite d’une blessure qu’elle a reçue au feu. L’année dernière, un secours de M. le Ministre de la guerre lui fut accordé, suivant la lettre de votre prédécesseur, en date du 4 avril 1838, n° 1778.
« J’ai l’honneur de vous prier, mon Général, de renouveler cette demande de secours et de joindre à l’appui le certificat du maire de Brest. Cette femme est on ne peut plus recommandable, non seulement par ses antécédents, mais par sa conduite ; quoique privée de tout moyen d’existence, elle est venue en aide à une famille aussi pauvre et aussi malheureuse qu’elle.
30 décembre 1838.
Le maréchal de camp, Janin. »,
Malgré tout le soutien de son commandant, elle n'obtient pas vraiment gain de cause et elle n'est pas payée pour les services rendus.
À l'âge de 70 ans, elle reçoit un second secours du ministère de la guerre. Elle termine sa vie à Nantes, au 26 rue Saint-André. Elle décède à l’Hôtel-Dieu de Nantes à l’âge de 90 ans.
Elle est une corsaire contemporaine de Julienne David.

## Notoriété
Une rue porte son nom à Nantesdans le quartier Zola depuis 1996.
Le périodique Nouvelle Maison de l'Histoire lui consacre une revue en 2001 Louise Antonini, une femme pirate : du journal Le Breton du 19 décembre 1846 - Centre Généalogique de Loire-Atlantique (Revue N° 106, 1er trimestre 2001)
Elle est l’une des têtes d’affiche d’une émission de télévision consacrée aux femmes pirates et corsaires.

### Télévision
- 2023 : L’épopée des femmes pirates : Les filles du vent Documentaire produit par ARTE, Réalisation de Frédéric Malègue et Laurence Thiriat (France, 2023, 1h30mn)[18]